# Słomniki (gmina)
Słomniki est une gmina mixte du powiat de Cracovie, Petite-Pologne, dans le sud de Pologne. Son siège est la ville de Słomniki, qui se situe environ 24 km au nord-est de la capitale régionale Cracovie.
La gmina couvre une superficie de 111,38 km2 pour une population de 13 589 habitants.

## Géographie
Outre la ville de Słomniki, la gmina inclut les villages de Brończyce, Czechy, Janikowice, Januszowice, Kacice, Kępa, Lipna Wola, Miłocice, Muniakowice, Niedźwiedź, Orłów, Polanowice, Prandocin, Prandocin-Iły, Prandocin-Wysiołek, Ratajów, Smroków, Szczepanowice, Trątnowice, Waganowice, Wesoła, Wężerów, Zaborze et Zagaje Smrokowskie.
La gmina borde les gminy de Gołcza, Iwanowice, Kocmyrzów-Luborzyca, Koniusza, Miechów et Radziemice.